# Scomberomorus brasiliensis
Scomberomorus brasiliensis ist ein Meeresfisch aus der Familie Scombridae, der in der südlichen Karibik und an der Südamerikanischen Atlantikküste verbreitet ist. Manche Autoren sehen Scomberomorus brasiliensis als ein Synonym von Scomberomorus maculatus. Der Fisch ist ein Sportfisch und wird kommerziell befischt.

## Beschreibung
Der Spindelförmige Körper wird in der Regel etwa 65 Zentimeter lang, höchstens 125 Zentimeter SL. Die erste Rückenflosse besteht aus 17 bis (selten) 19 Hartstrahlen. Davon ist der vierte der Längste. Bis zum achten Strahl ist die Flosse schwarz gefärbt. Die hohe, spitz zulaufende zweite Rückenflosse beinhaltet für gewöhnlich ebenfalls 17 bis 18 Weichstrahlen, selten sind es 15 oder 19. Die Afterflosse besteht aus 17 bis 19 Weichstrahlen. Auf der Oberseite des Schwanzstieles befinden sich acht bis zehn Flössel, auf der Unterseite neun. Die Schwanzflosse ist groß und tief gespalten. Die brustständigen Bauchflossen sind sehr klein. Die Brustflossen laufen spitz zu und haben normalerweise 22 bis 23 Weichstrahlen.
Die Flanken sind bläulich silbern und mit mittelgroßen, gelblichen Flecken bedeckt, welche zum Körperende hin kleiner werden. Die Seitenlinie verläuft leicht wellig. Eine Schwimmblase ist nicht vorhanden. Die Zähne sind recht groß und nach hinten gebogen.

## Lebensraum und Biologie
Scomberomorus brasiliensis ist ein epipelagischer, ozeanodromer Raubfisch. Die Art ernährt sich vor allem von Fisch, ferner von Krebstieren und Kopffüßern. Sie bewohnt den Schelf und zeigt eine Vorliebe zu Riffen. Sie ist ein Gruppenfisch.